# بهستان (ماه‌نشان)
بهستان یک روستا در ایران است که در دهستان ماه‌نشان واقع شده‌است. بهستان ۸۹۰ نفر جمعیت دارد.